# Clubiona altissimus
Clubiona altissimus är en spindelart som beskrevs av Hu 200. Clubiona altissimus ingår i släktet Clubiona och familjen säckspindlar. Inga underarter finns listade i Catalogue of Life.